# Sandohrwurm

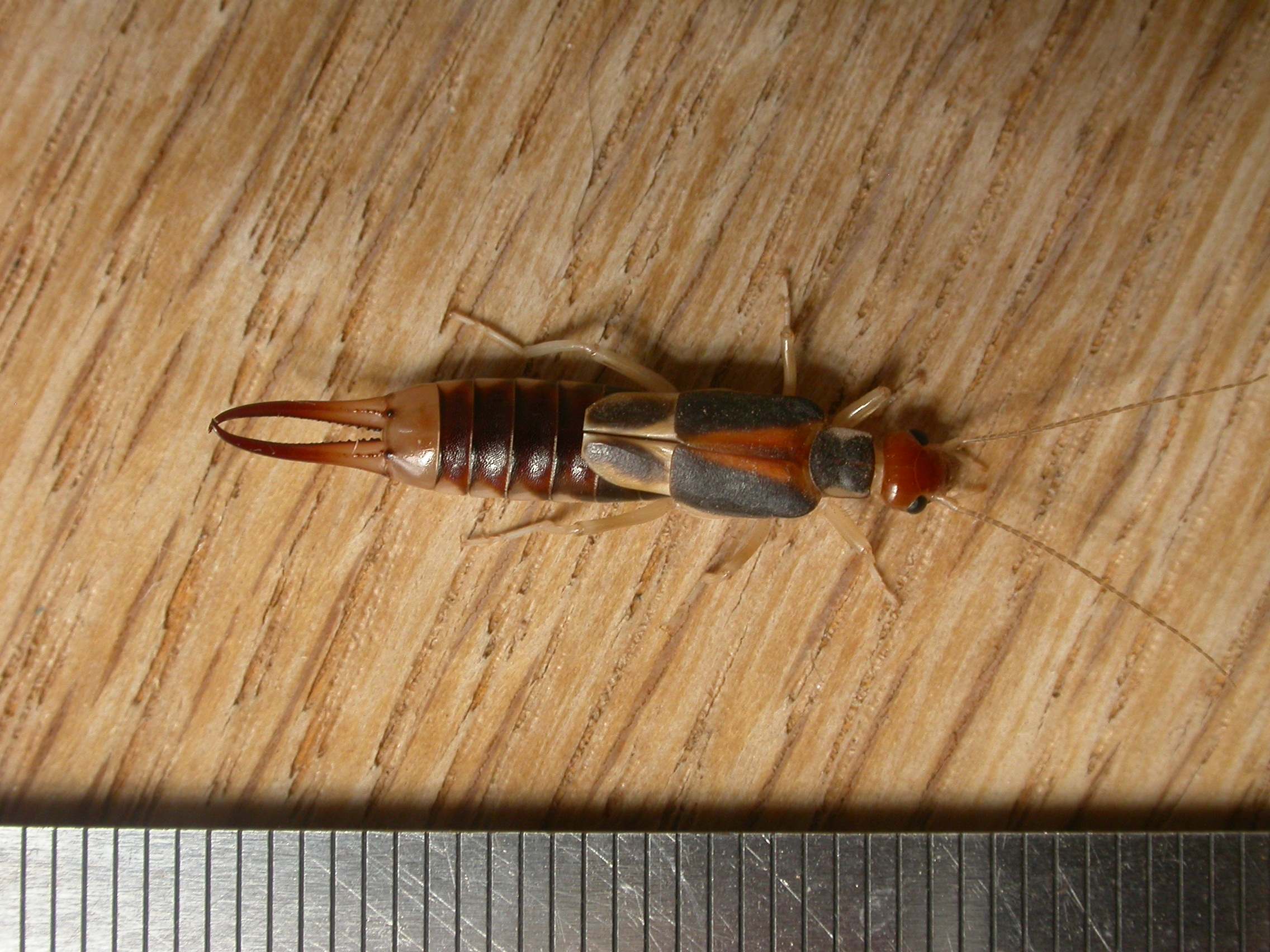
Ein weibliches Exemplar

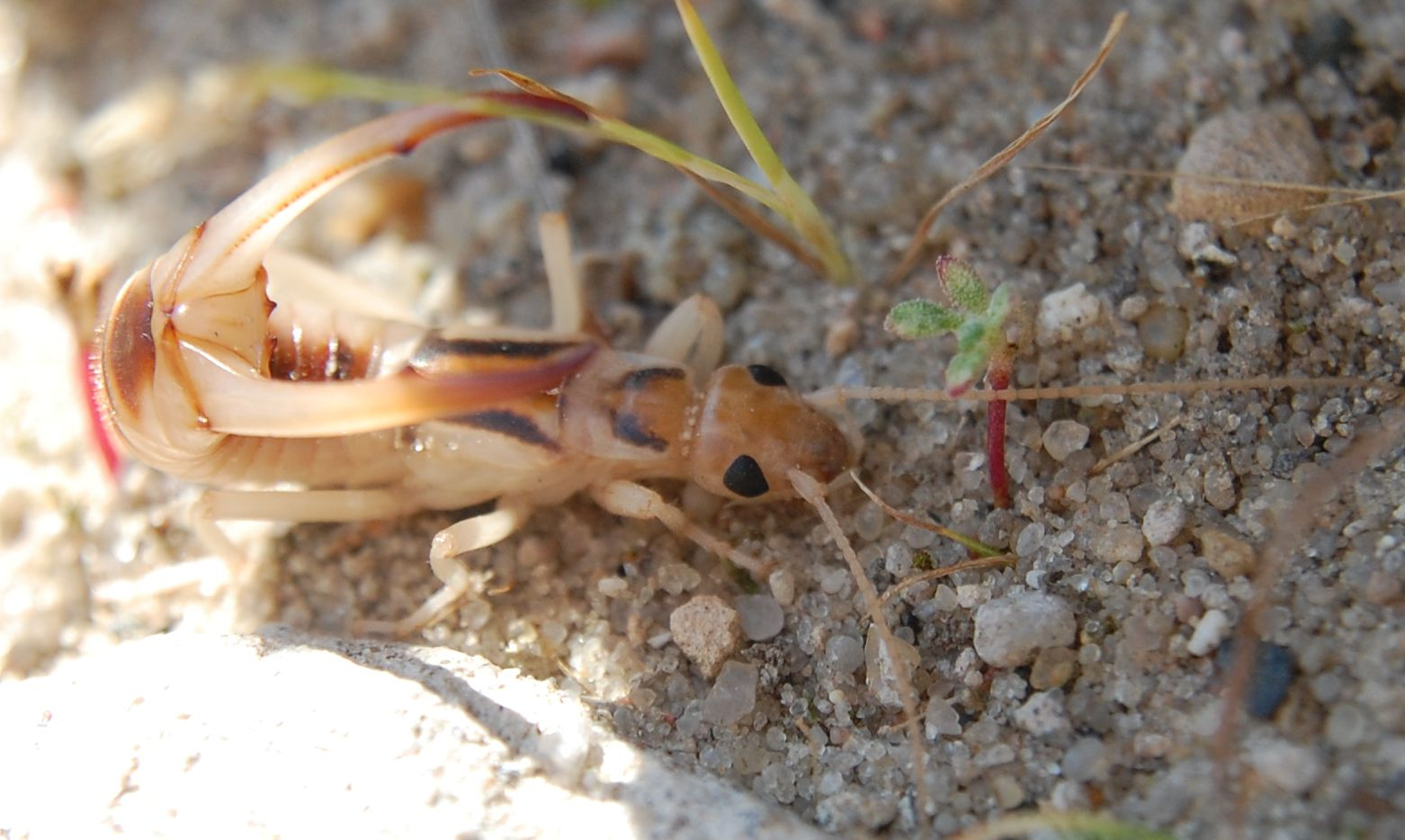
Sandohrwurm in Drohstellung

Der Sandohrwurm (Labidura riparia) ist ein Vertreter der Ohrwürmer (Dermaptera) und gehört der Familie Labiduridae an. Die ursprünglich in Afrika beheimatete Art wurde weltweit verschleppt und ist deshalb mittlerweile kosmopolitisch verbreitet.

## Merkmale
Der Sandohrwurm wird adult 18–38 mm lang und besitzt lange, nur schwach gekrümmte Zangen. Beim Männchen haben diese hinter der Mitte einen kleinen Innenzahn, beim Weibchen sind sie fast ganz gerade und nur am Ende schwach gebogen. Die Fühler haben 25–32 Glieder. Bisher wurde nicht nachgewiesen, ob der Sandohrwurm fliegt. Manche Tiere besitzen gut ausgebildete Hinterflügel mitsamt Flugmuskulatur, bei anderen Exemplaren fehlen sie. Möglicherweise ist wie beim Gemeinen Ohrwurm nur ein Teil der Tiere flugfähig. Die Beine, die Zangen und die Seiten des Hinterleibs sowie des Halsschilds sind gelblich von der rotbraunen Grundfarbe abgesetzt. Die Art ist sehr variabel, so dass viele Formen ursprünglich unter anderen Namen beschrieben wurden. Es kommen sowohl sehr helle, weißlichgelbe Tiere vor als auch sehr dunkle, schwärzlich bis rötlichbraun gefärbte Individuen. Anhand der Musterung, vor allem auf den Elytren, lässt sich die Art jedoch gut erkennen.
Nymphen
Die Zangen der Nymphen sind innen mit Zähnchen besetzt, bei männlichen Nymphen befindet sich in der Mitte ein stärkerer Zahn. Die Färbung ähnelt denen der Imagines, die Tiere sind hellgelb bis rotbraun gefärbt, die Augen trapezförmig und die Zangen stets länger als 2 mm. Es werden 5 Larvalstadien durchlaufen bis zur Adulthäutung. L1-Larven sind mit Zange 5,4–8,1 mm lang, besitzen 8 Antennenglieder und ihre Zange ist sehr schlank und gerade. L2-Nymphen sind 8–11,2 mm lang, besitzen 16–18 Antennenglieder und am Metanotum sind bereits die zukünftigen Flügelanlagen durch zwei stumpfe lappige Ausbuchtungen, die nach hinten gerichtet sind, erkennbar. L3-Nymphen sind 11–13 mm lang, besitzen 20–24 Antennenglieder und die Anlagen der Alae sind apikal gerundet. Der Zangeninnenrand weist feine unterschiedliche Zähnchen auf, dadurch sind auch bereits Geschlechtsbestimmungen möglich. L4-Nymphen sind 14–15 mm lang, besitzen 26–28 Antennenglieder und das Geäder der Alae (Flügelknospen) ist erkennbar. Die Ausbuchtung zwischen ihnen ist breit gerundet. Der Zangeninnenrand weist deutliche unterschiedliche Zähnchen auf. L5-Nymphen sind 16–20 mm lang, besitzen 27–32 Antennenglieder und die Anlagen der Alae sind apikal zugespitzt und fächerförmig geädert. Die Ausbuchtung zwischen ihnen ist spitzwinklig. In Mitteleuropa sind die Nymphen von Mai bis September zu finden.

## Verbreitung
Die ursprüngliche Verbreitung der Art liegt im tropischen Afrika. Mittlerweile ist sie durch Verschleppung weltweit verbreitet. Dies beinhaltet den südlichen Teil Nordamerikas, Mittelamerika, Südamerika, Afrika, Europa, weite Teile Asiens, Neuseeland, zahlreiche Inseln und je nach taxonomischer Auffassung Australien.
In Europa ist die Art vor allem in Südeuropa zu finden, im Mittelmeergebiet, entlang der Atlantikküste bis nach Mittelfrankreich und rund um das Schwarze Meer. Nördlich der Alpen und generell in Mitteleuropa ist sie eher lokal zu finden. Nach Norden hin reicht das Verbreitungsgebiet bis an die Nordsee und Ostsee.
In Deutschland lebt der Sandohrwurm vor allem an der Ostsee, in Brandenburg, Sachsen, Sachsen-Anhalt, Mecklenburg-Vorpommern, dem Osten Niedersachsens und dem Nordosten Thüringens. Nach Westen hin reicht das Areal nachweisbar bis zum Ochtumsand bei Bremen. In Ostdeutschland ist die Art häufig in Braunkohlebaugebieten zu finden.
In Österreich gibt es Vorkommen östlich von Wien und am Neusiedler See, in der Schweiz an Arve, Rhone und Ticino. Darüber hinaus ist die Art an vielen Orten der Niederlande, Slowakei und Polens zu finden, seltener auch in Dänemark, Belgien und dem Nordosten Frankreichs. Im Nordosten reichen die Vorkommen bis nach Lettland, Litauen und Russland.

## Lebensweise
Der Sandohrwurm lebt vor allem in feuchten, sandigen Böden an Fluss- und Meeresufern, aber auch in trockenen Bereichen wie Binnendünen, allerdings nur bei feuchtem Untergrund. Geeignete Sekundärhabitate bieten die Großtagebaue des Braunkohlebergbaus. Als thermophile Art bevorzugt er warme Lebensräume. Er ist nachtaktiv. Seine Nahrung besteht vor allem aus toten Insekten, vereinzelt werden auch geschwächte lebende Insekten erbeutet. Er legt Wohnröhren im Sand an, die sich durch eine charakteristische dreieckige Öffnung mit einer Breite von etwa drei Millimetern auszeichnen. Meist verlaufen die Gänge nur einige Zentimeter unter der Oberfläche, zur Überwinterung werden aber tiefere Gänge bis zu zwei Meter Tiefe gegraben.

## Fortpflanzung
Die Paarung erfolgt von Mai bis September, es werden 60–90 Eier abgelegt, die sorgfältig gepflegt werden. So verweilt das Weibchen beim Gelege, um es vor Feinden zu schützen und leckt die Eier ab, zum Schutz vor Schimmelpilzen. Die Larven zerstreuen sich nach der ersten Häutung und legen eigene Röhren an. Nach etwa hundert Tagen sind die Tiere erwachsen, sofern die Imaginalhäutung noch bis zum September erfolgt, ansonsten überwintern sie als Larven bzw. Nymphen.

## Taxonomie
Die Art wurde 1773 von Peter Simon Pallas als Forficula riparia erstbeschrieben. Es existieren zahlreiche Synonyme der Art. Dazu zählen:
- Apterygida erythrocephala (Fabricius, 1793)
- Apterygida huseinae Rehn, 1901
- Apterygida huseine Rehn, 1901
- Forficesila affinis Guerin-Méneville, 1836
- Forficesila gigantea Burmeister, 1838
- Forficesila icterica Audinet-Serville, 1839
- Forficesila riparia Fischer, 1846
- Forficesila suturalis Burmeister, 1838
- Forficesila terminalis Audinet-Serville, 1838
- Forficula amurensis Motschulsky, 1859
- Forficula bidens Olivier, 1791
- Forficula bilineata Herbst, 1786
- Forficula bivittata Klug, 1838
- Forficula crenata Olivier, 1791
- Forficula erythrocephala Fabricius, 1793
- Forficula fischeri Motschulsky, 1846
- Forficula flavipes Fabricius, 1793
- Forficula gigantea Fabricius, 1787
- Forficula marginella Costa, 1839
- Forficula maxima Villiers, 1780
- Forficula pallipes Fabricius, 1775
- Labidura affinis (Guerin-Méneville, 1836)
- Labidura amurensis (Motschulsky, 1856)
- Labidura auditor Scudder, 1876
- Labidura bengalensis Dohrn, 1863
- Labidura bicolor (Motschulsky, 1846)
- Labidura bidens (Olivier, 1791)
- Labidura bilineata (Herbst, 1786)
- Labidura bivittata (Klug, 1838)
- Labidura clarki Kirby, 1891
- Labidura confusa Capra, 1929
- Labidura crenata (Olivier, 1791)
- Labidura distincta Rodzianko, 1897
- Labidura dubronyi Borg, 1904
- Labidura erythrocephala de Bormans, 1900
- Labidura fischeri (Motschulsky, 1846)
- Labidura flavipes (Fabricius, 1793)
- Labidura gigantea (Fabricius, 1787)
- Labidura granulosa Kirby, 1891
- Labidura huseinae (Rehn, 1901)
- Labidura icterica Audinet-Serville, 1838
- Labidura karschi Borg, 1904
- Labidura leucotarsata Mjöberg, 1913
- Labidura marginella (Costa, 1839)
- Labidura mongolica Rehn, 1905
- Labidura morbida Audinet-Serville, 1831
- Labidura pluvialis Kirby, 1891
- Labidura pallipes (Fabricius, 1775)
- Labidura servillei Dohrn, 1863
- Labidura suturalis (Burmeister, 1838)
- Labidura terminalis (Audinet-Serville, 1838)
- Labidura truncata Kirby, 1903 – umstritten
- Psalis morbida Audinet-Serville, 1831